# Samer (jméno)
Samer (vyslovováno Sámer) je arabské mužské jméno, běžně užívané v arabském světě. Jméno je odvozeno od arabského slovesa "Samer" (arabskyسمر), což znamená Ten který v noci krásně hovoří.

## Známí nositelé jména
- Samer el Nahhal, člen finské hard-rockové skupiny Lordi
- Sámer Issa, zpěvák česko-syrského původu
- Samer Majali, jordánský byznysmen
- Samer Raimouny, jordánský básník píšící anglicky, aktivista hnutí za dětská práva
- Samer Saadi (zemř. 2005), vedoucí palestinské odbojové skupiny Al-Aqsa Martyrs' Brigades v Dženínu
- Samer Saeed Mujbel, irácký fotbalista
- Samer Takriti, syrský vědec